# Епитет
Епитет (из грчког  — епитетон, неутрално од  — епитетос — „атрибуирано, додато”) је реч (најчешће придев) која стоји уз именицу и ближе је одређује, означавајући неку њену особину.

## Атрибути
У граматичком погледу то су атрибути. Примери: сиромашан човек, љубазна особа, лепа девојка, оловни облаци'. Овај последњи епитет „оловни” прелази у једну другу фигуру — метафору, јер, у ствари, представља скраћено поређење: „Облаци су тешки као олово = оловни облаци”.

## Именице
Не тако ретко епитет може бити и именица, која је, у ствари, поименичени придев. Примери: лепота девојка (лепа девојка), ђул (ружа) башта, спомен-чесма, див човек, итд. Под утицајем енглеског језика данас је оваквих епитета све више: интернет кафе, плазма телевизор, колор телевизор, контакт програм, бисер огрлица (уместо исправног бисерна огрлица), итд.

## Прилози уз глаголе
Поред придева и именица епитети су и прилози уз глаголе. Примери: стидљиво питати, громогласно причати, тихо беседити, силно запињати, итд. 

## Стални епитети
Овим појмом означавамо епитете у народној књижевности, јер се увек понављају чак и онда кад очито не означавају праву особину. Тако, рецимо: љуба је вјерна и онда кад се из стихова види да је неверна, грло је бијело и код црног Арапина, његове су русе (плаве) косе; бритка сабља, тешка топузина, копље убојито, итд.
А кад чула Анђелија млада,

Боље скаче на ноге лагане

И пошета мало наприједа,

Полу бритке узимала ћорде,

Увија је свиленим јаглуком, 

Да бијеле не нагрди руке,

Па ево је к два добра јунака.

Увија се около јунака,

Не удара да од Бога нађе!

Не удара силна Благајлију,

Него бана, свога господара,

Удари га по десну рамену,

Нагрди му у рамену руку.

А завиче Страхинићу бане:

„Анђе моја, да од Бога нађеш

## Еpitheton ornans
Украсни или стајаћи епитет је придев устаљен уз неку именицу да би поетска представа била што живља, потпунија и лепша. Код Хомера се рецимо појављују: брзоноги Ахил, сјајношлеми Хектор, у српској литератури бели двори, руса коса, царско грло.